# Orica albovirgulata
Orica albovirgulata là một loài bọ cánh cứng trong họ Cerambycidae.